# Празеодимдикадмий
Празеодимдикадмий — бинарное неорганическое соединение, интерметаллид
празеодима и кадмия
с формулой Cd2Pr,
кристаллы.

## Получение
- Сплавление стехиометрических количеств чистых веществ:

{\displaystyle {\mathsf {Pr+2Cd\ {\xrightarrow {T}}\ Cd_{2}Pr}}}

## Физические свойства
Празеодимдикадмий образует кристаллы
тригональной сингонии,
пространственная группа P 3m1,
параметры ячейки a = 0,5043 нм, c = 0,3445 нм, Z = 1,
структура типа церийдикадмия Cd2Ce
.
Соединение конгруэнтно плавится при температуре 991 °C.